# Portage (Pennsylvanie)
Pour les articles homonymes, voir Portage.
Portage est un borough du comté de Cambria en Pennsylvanie.
Sa population était de 2 638 habitants en 2010.